# Jerzy Bąbel
Jerzy Tomasz Bąbel (ur. 1947) – polski badacz zajmujący się archeologią pradziejową, doktor archeologii, historyk wierzeń przedchrześcijańskich praindoeuropejskich plemion Europy Środkowej i Azji. Pionier nowego w archeologii polskiej kierunku badań - archeologii narkotyków i środków psychoaktywnych. W swoich pracach, z racji wykraczania poza tradycyjne ramy archeologii odwołuje się do teorii i prac autorów z różnych dziedzin, w tym teorii psychologicznych jak archetypy Carla Gustava Junga oraz badań z zakresu psychologii transpersonalnej, próbując z ich pomocą lepiej opisać zjawiska zachodzące w ramach dawnych kultur. Obronił rozprawę doktorską w Instytucie Historii Kultury Materialnej PAN w Warszawie w 1988 roku. W latach 1971–2000 pracował w Państwowym Muzeum Archeologicznym w Warszawie, a później, w latach 2000-2008 w Muzeum Historyczno-Archeologicznym w Ostrowcu Świętokrzyskim, gdzie pełnił obowiązki dyrektora i zastępcy dyrektora Rezerwatu Archeologiczno-Przyrodniczego Krzemionki Opatowskie. Brał udział i kierował licznymi pracami archeologicznymi w Polsce i za granicą. Uczestniczył w międzynarodowych ekspedycjach wykopaliskowych w Bułgarii, Finlandii, USA, Tadżykistanie i Turkmenistanie. Kustosz dyplomowany, obecnie na emeryturze. Autor około dwustu prac naukowych i popularnonaukowych. W ramach Wydawnictwa ENETEIA w marcu 2009 r. wydał książkę pt. Reinkarnacja. Z dziejów wierzeń przedchrześcijańskiej Europy, w której wychodzi z nowatorską tezą, iż idee reinkarnacji, kojarzone współcześnie z religiami wschodu wcale nie były obce dawnym mieszkańcom Europy. Jest to pierwsza pozycja z docelowo trzytomowego cyklu, dotyczącego kultury przedchrześcijańskiej Europy (kolejne przygotowywane tomy to: Inicjacje i Halucynogeny).

## Wybrane publikacje
- Wikingowie i halucynogeny, „ALBO albo – problemy psychologii i kultury. Granice psychiki” nr 2/2003
- Środki psychoaktywne w kulturach megalitycznych Europy Środkowej. Zarys problematyki. Pierwodruk w pracy zbiorowej: Idea megalityczna w obrządku pogrzebowym Kultury Pucharów Lejkowatych, red. prof. Jerzy Libera, dr Krzysztof Tunia. Lublin-Kraków 2006
- Reinkarnacja. Z dziejów wierzeń przedchrześcijańskiej Europy, wyd. 1, ENETEIA Wydawnictwo Psychologii i Kultury, Warszawa 2009